# Alpinia aquatica
Alpinia aquatica är en enhjärtbladig växtart som först beskrevs av Anders Jahan Retzius, och fick sitt nu gällande namn av William Roscoe. Alpinia aquatica ingår i släktet Alpinia och familjen Zingiberaceae. Inga underarter finns listade i Catalogue of Life.